# Хабарське
Хабарське (рос. Хабарское) — присілок в Богородському районі Нижньогородської області Російської Федерації.
Населення становить 49 осіб. Входить до складу муніципального утворення Дуденевська сільрада.

## Історія
Від 2004 року входить до складу муніципального утворення Дуденевська сільрада.

## Населення
| 1859 | 1897 | 1999 | 2002 | 2010 |
| ---- | ---- | ---- | ---- | ---- |
| 567  | ↗732 | ↘93  | ↘72  | ↘49  |